# Columbine High School
Columbine High School är en sekundärskola i orten Littleton i delstaten Colorado i USA. Den är mest känd för Columbine-massakern den 20 april 1999.
Skolan öppnades under andra halvan av 1973, och första läsåret fanns ingen högsta klass. Första avslutningsklassen slutade 1975. Skolans namn kommer av folkräkningsområdet den ligger i, som i sin tur fick namnet efter Colorados delstatsblomma akleja, som på engelska heter Columbine. Skolans första rektor var Gerald Difford.

## Skolmassakern

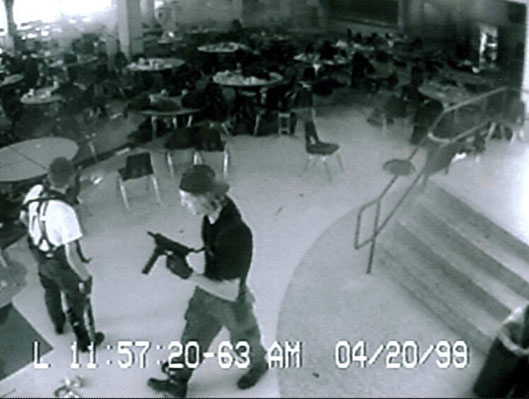
Eric Harris och Dylan Klebold i skolans kafeteria.

Columbinemassakern ägde rum den 20 april 1999 vid Columbine High School i Littleton, Colorado, USA. Två elever, Dylan Klebold och Eric Harris, började dagen med att hoppa över sin första lektion. Deras ursprungliga plan var att spränga skolans lunchsal med bomber, vilket skulle ha orsakat förödelse, men bomberna exploderade aldrig. Istället övergick de till plan B och började öppna eld mot elever och personal på skolan. Massakern resulterade i att 13 personer (12 elever och en lärare) miste livet och flera andra skadades. Händelsen chockade världen och ledde till en ökad medvetenhet om skolskjutningar och dess bakomliggande orsaker. Massakern inspirerade även andra liknande attacker i åren som följde.
Michael Moores film Bowling for Columbine från 2002, en dokumentär som handlar om vapen och våld, har fått sitt namn från massakern.
Skolan hade fyra år före skolmassakern genomgått en stor renovering, med nytt bibliotek och cafeteria. Efter skolmassakern revs biblioteket, som låg ovanför cafeterian, eftersom det var där de flesta dödades. Istället byggdes ett minnesrum, och ett nytt bibliotek byggdes på kullen där massakern började. Biblioteket var tillägnat minnet av offren.